# Our Hollow, Our Home
Our Hollow, Our Home ist eine 2013 gegründete Metalcore-Band aus Southampton.

## Geschichte
Gegründet wurde Our Hollow, Our Home im Jahr 2013 in der britischen Stadt Southampton. Die erste komplette Besetzung der Band besteht aus Sänger Connor Hallisey, den beiden Gitarristen Josh White und Tobias Young, sowie dem Bassisten Tim Hoolahan als auch Schlagzeuger James Tuckey.
Im Jahr 2015 erschien mit Redefine die Debüt-EP, welche die Musiker aus eigener Tasche finanzierten und in Eigenvertrieb veröffentlicht wurde. Diese verschaffte der Gruppe einen größeren Bekanntheitsgrad im Vereinigten Königreich. Mit Hartsick folgte im März 2017 die Herausgabe des ersten Albums, ebenfalls in Eigenvertrieb.
Vom 24. Mai bis 4. Juni 2017 absolvierte die Band ihre erste Headliner-Tournee durch mehrere Länder Europas. Zuvor absolvierte Our Hollow, Our Home eine Konzertreise durch das Vereinigte Königreich, welche von Sworn Amongst begleitet wurde.
Im Februar 2023 verließen sämtliche Mitglieder außer Gitarrist und Sänger Tobias Young die Band. Bereits zwei Monate später gelang es die fast vollständig neue und aktuelle Besetzung der Band zu präsentieren.

## Stil
Die Musik von Our Hollow, Our Home wird als qualitätsreicher und melodiöser Metalcore beschrieben, der mit Hooks in den Refrains und heftigen Breakdowns aufwarte. Dabei werden die Refrains als Post-Hardcore beschrieben, während die Musiker auch Einflüsse aus Melodic Death Metal, Thrash Metal und modernen Metalcore in ihre Musik einbauten.
Als musikalische Vergleiche werden Gruppen wie Any Given Day, While She Sleeps und Bury Tomorrow genannt. Wie Breakdown of Sanity arbeiten die Musiker nach dem DIY-Prinzip.

## Diskografie
- 2015: //Redefine (EP, Eigenverlag)
- 2017: Hartsick (Album, Hollow Music)
- 2017: Shape of You (Single, Hollow Music)
- 2018: In Moment // In Memory (Album, Hollow Music)
- 2021: Burn in the Flood (Album, Hollow Music)
- 2024: Hope and Hell (Album, Arising Empire)